# Ceranthia verneri
Ceranthia verneri là một loài ruồi trong họ Tachinidae.